# Anamaria heterophylla
Anamaria heterophylla là một loài thực vật có hoa trong họ Huyền sâm. Loài này được (Giul. & V.C.Souza) V.C.Souza mô tả khoa học đầu tiên năm 2001.